# Font d'en Roca
La Font d'en Roca és una obra de Sant Joan de les Abadesses (Ripollès) protegida com a Bé Cultural d'Interès Local.

## Descripció
La font d'en Roca se situa a l'indret conegut popularment com “El Triquet”, al costat de la muralla medieval. És la font més particular de la Vila Vella ja que s'hi accedeix per unes escales que comencen al carrer de la Torre del Saltant. La font es troba encaixada en un espai de parets altes. Els dos dolls d'aigua són molt abundants.